# Botond Storcz
Botond Storcz (n. 30 ianuarie 1975, Budapesta, Republica Populară Ungară) este un antrenor ce a reprezentat Ungaria, medaliat olimpic. A participat la 2 ediții ale Jocurilor Olimpice (2000, 2004) în care a câștigat 3 medalii de aur.